# Ponte de Dorna
A Ponte de Dorna é uma ponte romana e/ou medieval situada sobre a Ribeira de Dorna, localizada nas proximidades das inverneiras de Dorna e Pontes, a 4,5 km a Sul do centro de Castro Laboreiro, Município de Melgaço, Distrito de Viana do Castelo. Inserida dentro do perímetro do Parque Nacional da Peneda-Gerês, teve várias intervenções de consolidação estrutural durante a Baixa Idade Média, tornando-se imprecisa a datação da sua construção inicial.

## História
No período romano, o lugar de Dorna era atravessado por uma estrada romana que ligava a Portela do Homem à comarca da Terra-Chã, na Galiza, Espanha, e à povoação de Mareco, em Castro Laboreiro, cruzando a Ribeira da Dorna nesse preciso local uma ponte de construção romana.
Séculos mais tarde, existindo a dúvida se a ponte original colapsou e no seu lugar foi erigida uma outra ponte de construção medieval ou a que já havia sido construída ainda permanecia e foi alterada para condicionar a passagem de carros de tracção animal, com uma maior envergadura, a ponte passou a apresentar as características mistas que são visíveis até aos dias de hoje, possuindo particularidades típicas das pontes romanas, como o acesso por duas curvas, e das pontes medievais, como o tabuleiro em cavalete e com dupla rampa pouco acentuada.
Não constando o seu nome no livro de Memórias Paroquiais de 1758 da freguesia, permanece a dúvida da sua real construção.

## Características
Ponte de tabuleiro em cavalete de dupla rampa, com aduelas largas, mas desprovidas de almofadado, arco de volta perfeita, com o fecho saliente a montante e lajeado formado por pedras de várias dimensões.